# Super Cérame
Super Cérame est une entreprise marocaine de céramique appartenant au Groupe Ynna Holding.

## Historique
Super Cérame a vu le jour à la suite de la fusion des deux entités, Gros Cérame située à Kénitra et Super Cérame à Casablanca, toutes deux filiales du Groupe Ynna Holding et qui sont présentes sur le marché de la céramique depuis les années 60.
Depuis la fusion, la société s'est inscrite dans une quête de modernisation continue de son processus de production qui se voit aujourd'hui aligné sur les standards internationaux et qui lui permet de produire actuellement plus de 50 000 m2 de carrelage par jour, sur ces deux sites de production: Casablanca et Kénitra.
Elle est la seule entreprise certifiée ISO 9001 version 2000 dans son domaine d'activité et ses produits sont marqués du sceau normes marocaines 13006, gage de la qualité produit.

## Produits
Super Cérame a pour activité la conception, fabrication et commercialisation des carreaux céramiques pour revêtement des sols et des murs et prestations associées (assistance et conseil technique). Il possède une grande panoplie de choix de carreaux pour différentes utilisations : 
- Grès porcelaine brut ou poli ;
- Carreaux émaillés en pâte blanche ;
- Carreaux émaillés en pâte rouge ;
- Faïence (essentiellement pour mur) ;
- Petits éléments en Mosaïque.

## Historique
- Site Kénitra :
  - 1964 : Miloud Chaâbi lance le projet NECI,  première  unité  de  fabrication   de  carreaux  de faïence  au Maroc.
  - 1968 : Démarrage du produit NECI (1 000 m2/jour).
  - 1982 : La société NECI devient PROCERAME.
  - 1989 : Rénovation et développement de la société PROCERAME.
  - 1991 : Création de la société Gros Cérame, successeur  de  l’usine PROCERAME.
  - 1991/1999 : une succession d’extensions de Gros Cérame.

- Site Casablanca :
  - 1995 : Acquisition  de Cérame Afrique Industrie, pour devenir  Super Cérame  tout en gardant la même marque de produits Africérame.
  - 2000 : Super Cérame et Gros Cérame ont fusionné pour donner naissance au Groupe Super Cérame le plus grand producteur de carreaux céramiques au Maroc.
  - 2001 : Installation sur le site de Casablanca de la première unité automatisée en Afrique de production de carreaux mosaïques.
  - 2003 : Installation à Kénitra pour la première fois au Maroc, d’unités de très haute technologie (Four intelligent FMP, Impression rotative et emballage complètement automatique).
  - 2006 : Extension des unités de production de Kénitra et Casablanca par des unités de très haute technologie portant la capacité de production à 60 000 m²/jour.